# Eunemorilla alearis
Eunemorilla alearis är en tvåvingeart som först beskrevs av Henry J. Reinhard 1944.  Eunemorilla alearis ingår i släktet Eunemorilla och familjen parasitflugor.
Artens utbredningsområde är Texas. Inga underarter finns listade i Catalogue of Life.